# Jelínkova plzeňská pivnice
Jelínkova plzeňská pivnice (známá též pod lidovým označením U Jelínků) se nachází v Praze v Charvátově ulici čp. 33 na Novém Městě v domě historicky nazývaném Desfourský či U Medků. Provoz zde byl zahájen již před první světovou válkou. Podnik během své dlouholeté existence proslul kvalitním pivem a četnými návštěvami známých osobností zejména z oblasti kultury.

## Historie
Hostinský provoz zde začal roku 1911, kdy první pivnici otevřel restauratér Václav Svoboda. Od roku 1914 podnik převzal Stanislav Jelínek a po jeho smrti (1916) synovec Václav, jejichž příjmení zůstalo v názvu pivnice natrvalo, a to i po pozdějším znárodnění podniku. Zprvu zde čepovali třeboňský ležák, později Plzeňský Prazdroj. Již za Václava Jelínka nevelký podnik přitahoval zajímavou klientelu z nedalekých kulturních scén, jak z  Osvobozeného divadla, tak z Divadla Vlasty Buriana či z Národního divadla. Mezi častými hosty tak nechyběli např. Jan Werich, Jiří Voskovec,  Jaroslav Ježek, Vlasta Burian, Jaroslav Marvan, Jiří Sternwald, Bohuš Záhorský, Saša Rašilov, E. F. Burian, Jiřina Šejbalová, sochař Vojtěch Sucharda a mnozí další. V 50. letech 20. století byl podnik převeden do státní správy a Václav Jelínek musel vedoucí pozici opustit. Jeho dcera Jaroslava Matěnová však zůstala zaměstnaná jako servírka a po roce 1989 se rodina k vedení hostince vrátila.
V  roce 1961 v hostinci spisovatel Vladimír Škutina pronesl urážlivý výrok o tehdejším prezidentovi Antonínu Novotném. Na jeho základě byl odsouzen k trestu odnětí svobody na šestnáct měsíců. Celou kauzu a věznění později popsal v knize Presidentův vězeň (1969). Interiér z doby normalizace zachycuje televizní film Utopím si ho sám (scénář Zdeněk Svěrák) s Milošem Kopeckým a Vlastimilem Brodským v hlavních rolích.  Miloslav Švandrlík přímo do pivnice zasadil pokračování románu Černí baroni s titulem Říkali mu Terazky aneb Šest půllitrů u Jelínků (1991). Historii restaurace podrobně zpracoval spisovatel Lukáš Berný v knize Kde pijí múzy 2 – Ze Starého na Nové Město (2015).

## Jaroslav Hašek
Jelínkova plzeňská pivnice byla obvyklou zastávkou skupiny přátel kolem Jaroslava Haška, který zde často psal své fejetony a povídky, stejně jako přímo zde pracoval na prvních částech románu o vojáku Švejkovi. Spolu s Haškem do pivnice chodili např. Zdeněk Matěj Kuděj, František Sauer, Josef Lada, Emil Artur Longen nebo malíř Jaroslav Panuška. Sauer jejich návštěvy zachytil v románu Franta Habán ze Žižkova (1920). Dle neověřené legendy se Hašek přímo v pivnici rozhodl v létě 1921 odjet do Lipnice nad Sázavou, kde strávil poslední měsíce života.